# Canthon femoralis
Canthon femoralis är en skalbaggsart som beskrevs av Louis Alexandre Auguste Chevrolat 1834. Canthon femoralis ingår i släktet Canthon och familjen bladhorningar. Inga underarter finns listade.